# شورک توپکانلو
شورک توپکانلو، روستایی است از توابع بخش مرکزی شهرستان قوچان در استان خراسان رضوی ایران.

## جمعیت
این روستا در دهستان شیرین دره قرار داشته و براساس سرشماری سال ۱۳۸۵جمعیت آن ۴۷۸ نفر (۱۲۰ خانوار) بوده‌است.